# رالف إيفانز (عازف كمان)
رالف إيفانز (بالإنجليزية: Ralph Evans)‏ هو عازف كمان أمريكي، ولد في 1953 في الولايات المتحدة.

## وصلات خارجية
- رالف إيفانز على موقع ميوزك برينز (الإنجليزية)